# Reflex (formație)
Reflex este o formație pop/dance rusească, fondată la Moscova în 1999, și care în prezent e compusă din două membre, vocalistele Irene Nelson și Aliona Torganova. Formația s-a bucurat de o mare popularitate în Rusia și CSI în anii 2000, câștigând 17 premii muzicale naționale rusești.

## Discografie

### Albume de studio
- 2001 — «Встречай новый день» (Vstreciai novîi den', ”Întâlnește o nouă zi”)
- 2002 — «Сойти с ума» (Soiti s uma, ”Să-ți pierzi mințile...”)
- 2002 — «Я тебя всегда буду ждать» (Ia tebia vsegda budu jdat', ”Eu te voi aștepta mereu”)
- 2002 — «Это любовь!» (Ăto Liubov'!, ”Asta e dragostea”)
- 2003 — Non stop (2003)
- 2005 — «Пульс» (Puls, 2005)
- 2008 — Blondes 126 (2008)
- 2014 — Memories (2014)

### Compilații
- 2005 — «Лирика. Люблю.» (Lirika. Liubliu., ”Lirică. Iubesc.”)
- 2010 — «Лучшие песни» (Lucișie pesni, ”Cele mai bune piese”)

### Albume remix
- 2006 — «Гарем» (Lounge & Chillout ремиксы композиций с предыдущих альбомов) (Garem, ”Harem” remix-uri Lounge & Chillout ale compozițiilor de pe albumele precedente)